# Apostas nas eleições papais

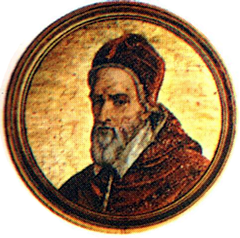
Papa Gregório XIV fez apostar nas eleições papais punível por excomunhão.

Apostas nas eleições papais têm uma história de pelo menos 500 anos. Apostar em conclaves no século XVI está entre os primeiros exemplos documentados de apostas em resultados de eleições. Durante o mesmo período, apostas eram também comuns nos resultados de eleições seculares italianas, como a do Doge de Veneza.

## Século XV
A República de Veneza proibiu apostar na vida do papa em 1419, e cancelou apostas já feitas. Políticas de seguro de vida era frequentemente feitas ao papa atual, por vezes como seguro genuíno por empresários cujo papado lhes devia dinheiro pois tinham medo de uma mudança de Pontífice, mas também um empreendimento puramente especulativo. Tais políticas nas vidas dos papas e outras figuras notáveis eram proibidas em Barcelona (1435) e Génova (1467 e 1494).

## Século XVI
O primeiro exemplo gravado de apostas em candidatos a serem selecionados por uma eleição papal ocorre com o conclave de setembro de 1503, embora Frederic Baumgartner, um historiador de eleições papais, considera-a já "uma prática antiga".
Discutindo a eleição de Leão X em 1513, foi dito:
Apostar no desfecho de eleições papais era bastante comum e era frequentemente feito pelas casas bancárias em Roma que empregavam sensali, ou mensageiros, para correrem de um lado para o outro a entregar bilhetes de aposta. Os apostadores viam as probabilidades atentamente.
Antes e durante o conclave de 1549-50, muitos banqueiros romanos ofereceram spreads de apostas do papabili (cardinais prováveis a serem eleitos). Segundo o veneziano Enrico Dandolo, uma testemunha do conclave, "é mais que claro de que os comerciantes estão muito bem informados sobre o estado do inquérito, e que os atendentes dos cardinais no Conclave fazem parcerias com eles em apostas, que assim causa muitas dezenas de milhares de coroas a mudar de mãos". Dandolo escreve um exemplo antigo de insider trading. O Cardinal del Monte (que foi eventualmente eleito Júlio III) tinha eventualmente começado como o favorito com 5-1, seguido por Salviati, Ridolfi, e Pole, mas Pole era o favorito três dias depois com 4-1. A 5 de dezembro, as probabilidades de Pole tinham diminuído para 100-95. Com a chegada de quatro cardinais franceses adicionais a 11 de dezembro, as probabilidades de Pole deslizaram para 5-2. A 22 de janeiro, as probabilidades cotadas contra o conclave acabar durante janeiro eram 10-9, contra fevereiro: 2-1, contra março 5-1, e nunca: 10-1.
Em março de 1591, o Papa Gregório XIV, impôs uma penalidade de excomunhão contra qualquer pessoa que apostasse no desfecho ou duração de eleições papais (como também a criação de cardinais), e baniu a prática nos Estados Papais. O cânone foi revogado (junto com o resto do direito canónico existente) pelas reformas do Papa Bento XV que entraram em vigor em 1918.

## Século XIX
Segundo um artigo do New York Times, depois do conclave de 1878: "Os italianos são todos supersticiosos, e todos gostam da loteria. Todos os grandes eventos levam a especulação em números. As mortes e adventos dos Papas têm sempre dado crescimento a uma quantidade excessiva de apostas na loteria, e hoje as pessoas de Itália estão num estado de entusiasmo que é indescritível. Figuras são escolhidas que têm alguma relação com a vida ou morte de Pio IX. Todos os dias grandes quantias são pagas por bilhetes na loteria prestes a ser sorteada".

## Século XX
Apostas sobre os desfechos do conclave de 1903 e do conclave de 1922 foram relatadas em vários jornais. Com o conclave de 1903, a loteria feita pelo governo italiano ofereceu probabilidades na morte do papa e, tivesse o Papa Leão XIII morrido uma semana antes, o governo teria perdido mais de 900 000 €.
Houve apostas extensas na Grã-Bretanha pelas eleições do Papa João Paulo I e do Papa João Paulo II, e o primaz católico inglês, o Arcebispo de Westminster, sentiu que era necessário proibir a participação por Católicos.

## Século XXI
Paddy Power, a maior casa de apostas da Irlanda, começou a aceitar apostas do sucessor do Papa João Paulo II cinco anos antes da morte do Pontífice. As casas de apostas britânicas como a Pinnacle Sports e William Hill também ofereceram tais apostas, com probabilidades significantemente diferentes. O Cardinal Ratzinger, a eventual escolha para o conclave de 2005 como Papa Bento XVI, começou com probabilidades de 12-1, mas era um favorito de 3-1 na altura do conclave. Sr. Power, o proprietário da Paddy Power, foi expulso da Praça de São Pedro pela equipa de segurança antes do começo do conclave de 2005 por exibir os seus preços de apostas, pelo que ele alega serem polícias à paisana. Só a Paddy Power tomou mais de 357 000 € em apostas do conclave, fazendo dela- segundo Sr. Power - "o maior mercado de apostas não-desportivas de todos os tempos". Com a renúncia do Papa Bento XVI a 28 de fevereiro de 2013, o website da Paddy Power para o conclave de 2013 listava os sucessores para o Papa. A 13 de março de 2013, Jorge Mario Bergoglio foi eleito Papa Francisco. Antes da eleição de Papa Francisco, as probabilidades eram 25-para-1 de Bergoglio se tornar papa, segundo a casa de apostas William Hill Plc. O website da Paddy Power também publicou probabilidades de 25-para-1 pouco antes da eleição de Papa Francisco.
Apostar em conclaves tem grande base na internet, pois a maioria das apostas desportivas convencionais, como as de Las Vegas, não aceitam apostas em desfechos de eleições. Um apostador do Bally's e Paris Las Vegas disse que os casinos se recusam a aceitar apostas nas eleições por questões de "gosto". A prática é ilegal nos Estados Unidos sob o Ato Federal de Transferência de 1961.
Apostar nas conclaves pode já não ser considerado ilegal nos Estados Unidos. A 20 de setembro de 2011, o Departamento de Justiça dos Estados Unidos reverteu a sua opinião que todas as formas de apostas na internet estão em violação do Ato Federal de Transferência. A decisão diz que "a proibição no Ato de Transferência de usar comunicações interestaduais para apostas aplica-se apenas a apostar num "evento ou concurso de desporto". Apostas interestaduais do conclave podem agora ser legais. No entanto, a política interestadual ainda não foi determinada.